# Joe De Grasse
Joseph Louis De Grasse (4. maj 1873 – 25. maj 1940) var en canadisk filminstruktør. Han var født i Bathurst, New Brunswick og var storebror til skuespilleren Sam De Grasse. Han instruerede 86 (primært) stumfilm og optrådte som skuespiller i 13 film.

## Filmografi

### Instruktør
- Her Bounty (1914)
- The Pipes o' Pan (1914)
- Virtue Is Its Own Reward (1914)
- Her Life's Story (1914)
- Lights and Shadows (1914)
- The Lion, the Lamb, the Man (1914)
- A Night of Thrills (1914)
- Her Escape (1914)
- The Sin of Olga Brandt (1915)
- The Star of the Sea (1915)
- The Measure of a Man (1915)
- The Threads of Fate (1915)
- When the Gods Played a Badger Game (1915)
- Such Is Life (1915)
- Where the Forest Ends (1915)
- Outside the Gates (1915)
- All for Peggy (1915)
- The Desert Breed (1915)
- Maid of the Mist (1915)
- The Grind (1915)
- The Girl of the Night (1915)
- An Idyll of the Hills (1915)
- The Stronger Mind (1915)
- Steady Company (1915)
- Bound on the Wheel (1915)
- Mountain Justice (1915)
- The Pine's Revenge (1915)
- The Fascination of the Fleur de Lis (1915)
- Alas and Alack (1915)
- A Mother's Atonement (1915)
- Lon of Lone Mountain (1915)
- The Millionaire Paupers (1915)
- Under a Shadow (1915)
- Father and the Boys (1915)
- Stronger Than Death (1915)
- Dolly's Scoop (1916)
- The Grip of Jealousy (1916)
- Tangled Hearts (1916)
- The Gilded Spider (1916)
- Bobbie of the Ballet (1916)
- The Grasp of Greed (1916)
- The Mark of Cain (1916)
- If My Country Should Call (1916)
- The Place Beyond the Winds (1916)
- The Price of Silence (1916)
- The Piper's Price (1917)
- Hell Morgan's Girl (1917)
- The Mask of Love (1917)
- The Girl in the Checkered Coat (1917)
- A Doll's House (1917)
- Pay Me! (1917)
- Triumph (1917)
- The Empty Gun (1917)
- Anything Once (1917)
- The Winged Mystery (1917)
- The Scarlet Car (1917)
- The Fighting Grin (1918)
- A Broadway Scandal (1918)
- L'apache (1919
- Kitty fra Kentucky (1919
- The Brand of Lopez (1920)
- 45 Minutes from Broadway (1920)
- Bonnie May (1920)
- Thundergate (1923)
- Flowing Gold (1924)

### Skuespiller
- The Place Beyond the Winds (1916) - Anton Farwell
- Triumph (1917) - Man at Theatre (ikke krediteret)
- After the War (1918)
- So Big (1924) - Simeon Peake
- The Cowboy Kid (1928) - John Grover
- The Drunkard (1935) - Mr. Miller
- The Dawn Rider (1935) - Dad Mason
- The Adventures of Frank Merriwell (1936, Serial) - Dr. Cummings (ikke krediteret)

## Eksterne links
- Wikimedia Commons har flere filer relateret til Joe De Grasse
- Joe De Grasse på Internet Movie Database (engelsk)